# Giftinformationscentralen, Finland
För Giftinformationscentralen i Sverige, se Giftinformationscentralen, Sverige
Giftinformationscentralen (finska: Myrkytystietokeskus) är en finländsk statlig informationstjänst beträffande förgiftningstillbud. Den startade 1961 inom barnkliniken i  Helsingfors universitetssjukhus, finansierad av Mannerheims Barnvårdsförening. Sedan 1983 har den finansierats av offentliga medel.
Dess huvuduppgift är att per telefon informera allmänhet, läkare och annan sjukvårdspersonal om risker och symtom vid olika typer av akut förgiftning, samt att ge råd om lämplig behandling.
Den nås av allmänheten på telefonnummer +358 (0)9 471 977.